# Dipsas
Dipsas es un género de culebras no venenosas que pertenecen a la subfamilia Dipsadinae. Su área de distribución se extiende de México, América Central y Sudamérica hasta Paraguay y Argentina. 
El género incluye más de 30 especies.
Son serpientes delgadas, de pequeño a mediano tamaño, a menudo no más largas que 60 cm, y rara vez más de 100 cm. La coloración y el patrón de colores pueden variar, pero a menudo se compone de negro y marrón, con frecuencia con alternancia de anillos cuyos contornos son marcados de color blanco. Suelen ser serpientes arbóreas que se alimentan principalmente de caracoles y babosas.

## Especies
Se distinguen las siguientes especies:
- Dipsas albifrons (Sauvage, 1884)
- Dipsas aparatiritos Ray, Sánchez-Martínez, Batista, Mulcahy, Sheehy, Smith, Pyron & Arteaga, 2023[4]
- Dipsas articulata (Cope, 1868)
- Dipsas bicolor (Günther, 1895)
- Dipsas boettgeri (Werner, 1901)
- Dipsas brevifacies (Cope, 1866). - Culebra caracolera chata
- Dipsas catesbyi (Sentzen, 1796)
- Dipsas chaparensis  Reynolds and Foster, 1992
- Dipsas copei (Günther, 1872)
- Dipsas elegans (Boulenger, 1896)
- Dipsas gaigeae (Oliver, 1937). - Culebra caracolera de Gaige.
- Dipsas gracilis (Boulenger, 1902)
- Dipsas incerta (Jan, 1863)
- Dipsas indica  Laurenti, 1768
- Dipsas latifasciata (Boulenger, 1913)
- Dipsas latifrontalis (Boulenger, 1905)
- Dipsas neivai  Amaral, 1926
- Dipsas oreas (Cope, 1868)
- Dipsas pavonina  Schlegel, 1837. - Culebra caracolera norteña.
- Dipsas perijanensis (Alemán, 1953)
- Dipsas peruana (Boettger, 1898)
- Dipsas poecilolepis (Amaral, 1923)
- Dipsas polylepis (Boulenger, 1912)
- Dipsas pratti (Boulenger, 1897)
- Dipsas sanctijoannis (Boulenger, 1911)
- Dipsas schunkii (Boulenger, 1908)
- Dipsas temporalis (Werner, 1909)
- Dipsas tenuissima  Taylor, 1954
- Dipsas variegata (Duméril, Bibron & Duméril, 1854)
- Dipsas vermiculata  Peters, 1960
- Dipsas viguieri (Bocourt, 1884)
- Dipsas welborni Arteaga & Batista, 2023[5]